# 사브 2000
사브 2000(Saab 2000)트윈 엔진 터보 프롭 여객기이다. 이 기종은 사브에 의해 만들어졌고, 50-58명의 승객을 태우고 665km/h (413mph)의 속도로 순항하도록 설계되었다. 스웨덴 남부 Linköping에서 생산도었다. Saab 2000은 1992년 3월에 처음으로 비행하여 1994년에 안정성이 인증되었다. 마지막 항공기는 1999년 4월에 인도되었으며 총 63대의 항공기가 제작되었다. 2018년 7월까지 24개의 사브 2000이 항공 서비스를 제공했다.

## 같이 보기
- 사브 340
- ATR 42
- CN-235
- 포커 50